# 茜部村
茜部村（あかなべむら）は、かつて岐阜県稲葉郡に存在した村である（美濃国厚見郡）。
現在の岐阜市南部であり、地名は岐阜市茜部○○である。
古代の地名「尾張国中島郡茜部郷」に村名は由来する。一説ではアカネの産地であったことから名づけられたという。
美濃国と尾張国の国境とされた木曽川本流は古代より変遷があり、それを反映して国境の変更が古代にあったと推測される。
茜部郷は、隣接する美濃国厚見郡へ尾張国から移されたと考えられる（それに伴い、厚見郡にあった荘園厚見荘は茜部荘へ改称）。

## 歴史
- 大和朝廷の時代、比奈守神社は創建時期は不明であるが、一説では、比奈は飛騨または夷のことであり、大和朝廷の最前線の守りの場所であったという（現在の茜部本郷）。
- 809年、美濃国厚見荘は、もとは桓武天皇の勅旨田で、大同4年（809年）2月21日に立荘。桓武天皇は皇女・朝原内親王に譲渡し、弘仁9年3月27日に彼女の遺命により、812年（弘仁3）その母の酒人内親王によって東大寺に寄進された。
- 830年、宇佐八幡宮を勧請し茜部神社（式内社）が創建されたという（現在の茜部寺屋敷）。
- 866年、広野川事件。その後、尾張国中島郡茜部郷は、隣接する美濃国厚見郡へ編入されたと考えられる。この頃の木曽川本流は、茜部と柳津村の間の境川を流れたと考えられる。
- 960年、厚見荘が茜部荘に改称された。東大寺別当光智が東大寺領の再建を図り、国衙による臨時雑役の免除や国衙以外からによる牢籠の停止を求め、それを認める旨が記された太政官牒が発せられた[5]。
- 11世紀末，鶉郷に私領を有していた源国房が茜部荘の荘司となる。これは、国房の前任者であり厚見郡司でもあった字厚見王大夫政則とその舎弟であり茜部荘別当を称した僧定増の勢力を駆逐するのが目的であったようである[6]｡国司源義綱による武力を背景とした強引な寺領収公に対して、寺領を守るために東大寺は義綱の対抗勢力である国房を荘司に補任したとの見方もある[5]。しかし国房は、茜部荘内西境の地を自己の私領に加えたことから荘務を停止された。
- 1117年、源国房の子である源光国による茜部荘への押妨の停止を命じた鳥羽天皇宣旨の案文には、茜部荘西堺の一部は光国の父国房によって鶉郷（国房・光国私領）に押し取られており、また光国や鶉郷住人らは茜部荘民に対して濫行していたことが記されている[5]。
- 1141年、茜部荘の領主であった東大寺が、茜部荘の東にあった内牧荘の領主であった仁和寺大教院に対し、12町5反の土地の返還を求めた。両荘園の境界をなしていた「友川」の洪水により境界が不分明になったことに端を発する紛争であった[7]｡
- 鎌倉時代、長井時広が茜部荘の地頭に任命され､その子孫が代々地頭を務めた。
- 1334年、後醍醐天皇によって茜部荘地頭が廃止され、一円東大寺に付された。
- 1495年、守護の土岐成頼は嫡男土岐政房を廃嫡し末子の土岐元頼を後継者としようとした。これに守護代斎藤利藤と石丸利光が同調し、1495年に船田城（茜部水主町）の石丸利光と加納城の土岐政房派の斎藤妙純が戦った。石丸利光側は船田城を焼き払って近江に逃れ，土岐政房が次の守護となった。この戦いで茜部本郷の比奈守神社が兵火により焼失した。
- 1525年、守護の座をめぐって、土岐政房の嫡男土岐頼武良と同次男土岐頼芸の間で戦いがあり，守護代斎藤利良は土岐頼武良に味方し、小守護代長井長弘と家臣の長井新左衛門尉(斎藤道三の父)は土岐頼芸に味方した。茜部も戦場となった。
- 戦国時代、尾張国奥田庄の住人奥田秀種(1503-1557年)は、茜部に移住し、土岐氏の家臣となった。その子奥田直純(1523年-1571年)は、茜部に500貫文の地を領した。奥田直純は上茜部城に勢力を張っていた堀秀房の娘（堀秀重の姉であり堀秀政の叔母）と婚姻し、斎藤義龍、織田信長に仕えた。その子奥田政次(1547年-1608年)は従兄弟の堀秀政と共に信長に仕え、堀姓を賜り「堀直政」と改めた。
- 1553年、堀秀重の子として、堀秀政が出生した。秀政は織田信長、豊臣秀吉の家臣として天下統一に貢献した。
- 1553年、斎藤道三は尾張国中島郡冨田村（現在の一宮市）にあった聖徳寺において織田信長と会見したが、その帰途の茜部において家臣の猪子兵介が信長をたわけと言ったのに対し，「道三の息子どもがたわけの門外に馬をつなぐことになろう」といったという（信長公記）。
- 1556年、斎藤道三と斎藤義龍の間の戦い（長良川の戦い）の際に、茜部神社の社殿が焼失した[8]。同神社は、南北朝時代、戦国時代は川手城、上茜部城、加納城の守護神とされ、土岐氏、斎藤氏の保護を受けていた。その後再建され、織田氏の保護を受けている。江戸時代は加納城の歴代城主の保護を受けていた。
- 1586年まで木曽川は茜部と柳津村の間の境川付近が本流であったが、この年の大洪水により木曽川は流路を南に変え，現在の流路となった。
- 江戸時代、この地域は美濃国厚見郡であり、加納藩領であった[9]。
- 江戸時代、竹内家は、下茜部村の庄屋だけでなく、大庄屋・大元取組元取という、加納藩と村方を結び付ける役職をも代々勤めた[10]。
- 1889年（明治22年） - 町村制により、茜部村が成立。
- 1897年（明治30年）4月1日[11] - 厚見郡、各務郡、方県郡の一部が合併して稲葉郡となる。
- 1950年（昭和25年）8月20日 - 岐阜市に編入される。

## 学校
- 茜部村立茜部小学校 （現・岐阜市立茜部小学校）
- 厚見村茜部村組合立厚茜中学校茜部教室[12]

## 旧跡
- 上茜部城跡

## 神社・仏閣
- 茜部神社
- 比奈守神社

## 著名人
- 堀秀政 戦国武将、茜部本郷出身。
- 正村竹一 実業家、茜部寺屋敷出身。
- 竹内芳郎 日本の哲学者。専攻は西洋哲学。討論塾主宰。元國學院大學教授。茜部野瀬出身。[13]
- 見田村千晴 音楽家